# Naturschutzgebiet Im Venn
Koordinaten: 51° 45′ 47″ N, 6° 44′ 3″ O
Das Naturschutzgebiet Im Venn liegt auf dem Gebiet der Stadt Hamminkeln im Kreis Wesel in Nordrhein-Westfalen. Das Gebiet erstreckt sich nördlich von Marienthal, einem Stadtteil von Hamminkeln. Durch das Gebiet hindurch verläuft die Landesstraße L 896, nördlich verläuft die L 581, südöstlich die B 70 und südlich die L 401. Östlich fließt die Issel, nordwestlich erstrecken sich das 212 ha große Naturschutzgebiet Dingdener Heide und das 50 ha große Naturschutzgebiet Kleine Dingdener Heide.

## Bedeutung
Für Hamminkeln ist seit 1991 ein etwa 157 ha großes Gebiet unter der Kenn-Nummer WES-049 als Naturschutzgebiet ausgewiesen.